# بلاتين
البلاتين هو عنصر كيميائي ومعدن ثمين لونه رمادي – أبيض، ويعود أصل كلمة بلاتين إلى كلمة أسبانية وهي (بلاتا) وتعني (الفضة الصغيرة)، والپلاتين أقوى من معدن الحديد وله مرونة الذهب.
يرمز له بالرمز Pt في الجدول الدوري وعدده الذري 78 ووزنه الذري 195.09 ومداره الأخير 5d9 ودرجة انصهاره 1768.3C ودرجة غليانه 3825C.

## تاريخ
يعتبر البلاتين من أندر المعادن وأثمنها في العالم. اكتشف لأول مرة في العام 1557م، وذلك على يد العالم الإيطالي جوليوس سكاليجر، وفي العام 1750م تم اكتشاف كميات كبيرة من معدن البلاتين، وذلك عندما عثر الأسبان على ترسبات لخام الپلاتين في أمريكا اللاتينية ولكنه كان رخيصاً لعدم معرفة الناس لقيمته ولكن بدأت قيمته في الارتفاع عندما انتشر وأصبح العالم على علم ودراية باستخداماته وفوائده.
ولا يوجد الپلاتين في الطبيعة بمفرده ولكنه يوجد مختلطاً بخمسة فلزات أخرى وهي البالاديوم، الأوزميوم، الإريديوم، الروثينيوم، والروديوم، وذلك بنسب مختلفة ويطلق على اسم هذه الفلزات الستة مجتمعاً اسم مجموعة فلزات البلاتين.
وفي بعض الأحيان يعثر على كتل من البلاتين الطبيعي، ففي العام 1843م عثر في روسيا على كتلة تزن 9.5 كجم من البلاتين الطبيعي.

## خصائص البلاتين
معدن البلاتين معدن قوي لا يصدأ ولا يفقد بريقه عند تعرضه للهواء، لأن البلاتين لا يتفاعل مع الأكسجين أو مركبات الكبريت الموجودة بالهواء، كما أنه لا يتأثر بالحموض التي تذيب معظم الفلزات الأخرى.
وأفضل الطرق لإذابة البلاتين هي استخدام مخلوط من حمض النيتريك وحمض الهيدروكلوريك، ويتحد بسهولة مع الزرنيخ الفوسفور والسليكون، ويشكل البلاتين أيضاً سبائك مع معظم الفلزات.

## استخدامات البلاتين
يستخدم البلاتين في المختبرات الكيميائية لإذابة العينات بالأحماض المختلفة، وذلك لأنه يقاوم الحرارة والتآكل، كما يستخدم البلاتين أيضاً في عمل الألواح والأسلاك الرقيقة والتي تستخدم في العديد من الأغراض.
«المحول الحفاز» الموجود في عوادم السيارات والذي يسمى في بعض البلدان (دبة التلوث)
حيث يوجد البلاتين على شكل شبكة تتفاعل مع الغازات السامة كأول أكسيد الكربون وتحويله إلى بخار ماء وثاني أكسيد الكربون ونيتروجين.
كما يعمل البلاتين على تفكيك أجزاء النفط، ويدخل في صناعة المجوهرات في نطاق واسع لما يتمتع به من قوة وصلابة، بالإضافة إلى عدم تأثره بالمواد المزيلة للبريق، ويستخدم البلاتين في صناعة أفضل الأدوات الجراحية، والأدوات المخبرية، وفي طب الأسنان، كما تستخدم بعض المركبات الكيميائية الحاوية للبلاتين في علاج بعض حالات السرطان مثل مركب سيس بلاتين (مقرون البلاتين).

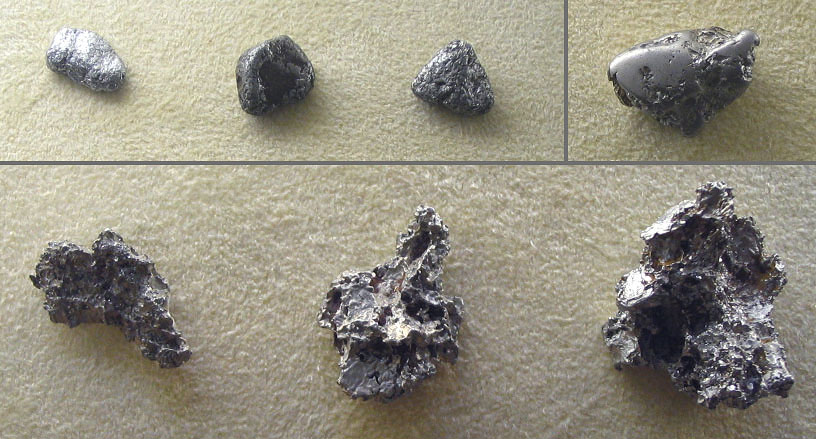
هذه الصورة تظهر فلز البلاتين الخام

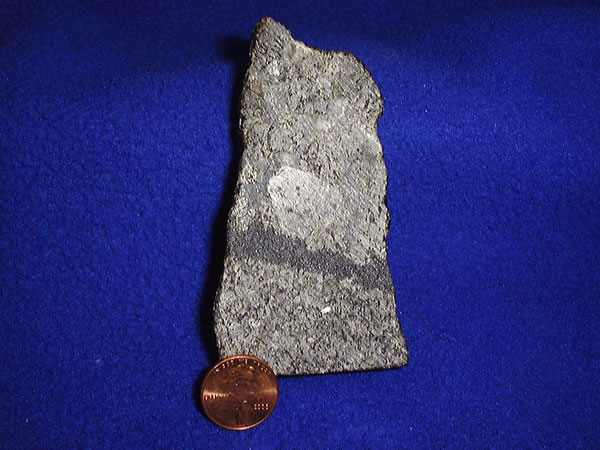
صورة تظهر البلاتين على طبيعة

## معرض صور

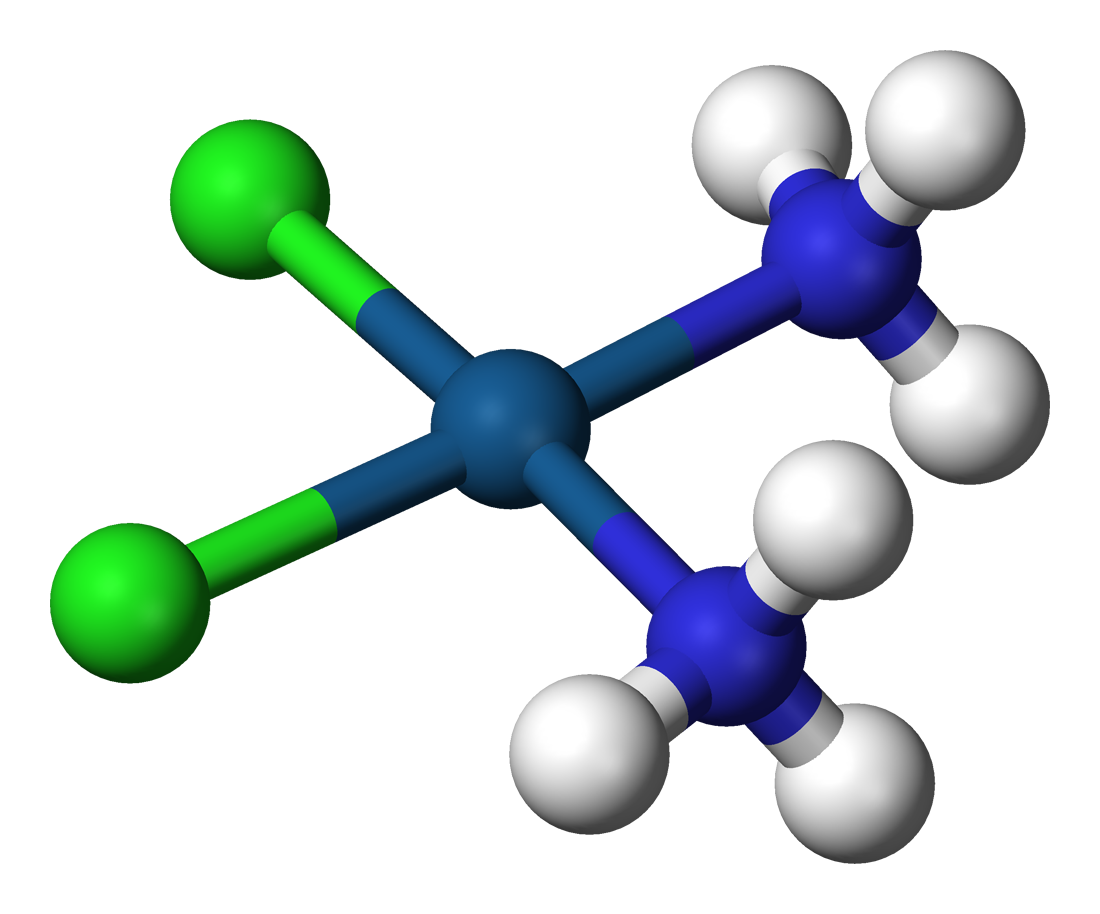
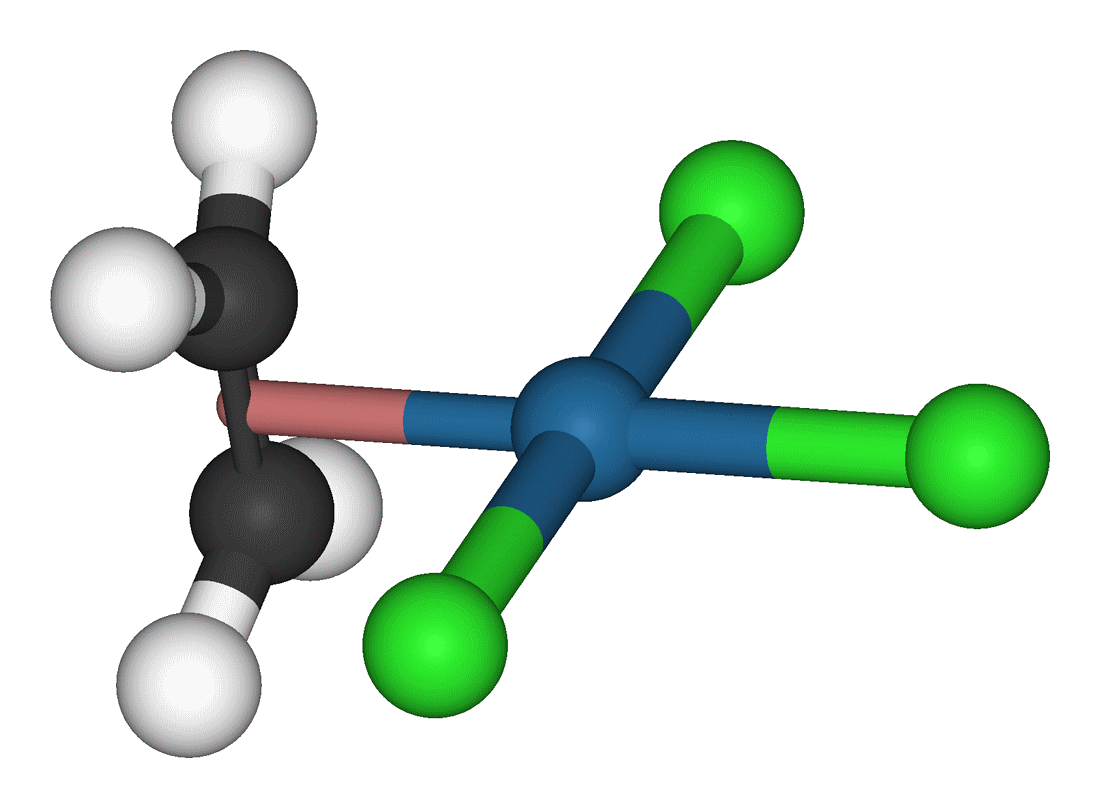
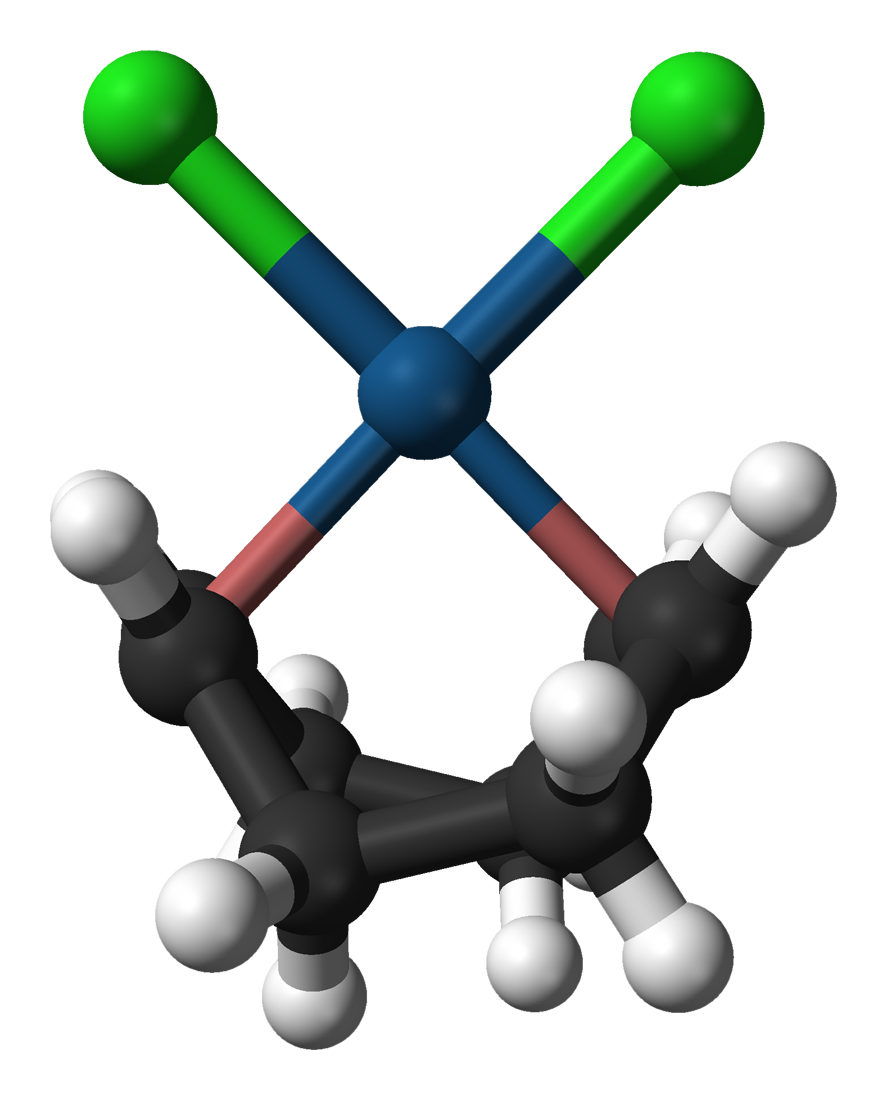